# 王审琦
王審琦（925年—974年），字仲寶，本遼西人，後移居洛陽。

## 生平
后汉乾祐三年（948年），应募入伍，成为枢密使郭威麾下。显德元年（954年）“高平之战”中與趙匡胤等一戰成名。王審琦和石守信等人都是宋太祖的“結社兄弟”，後周時均擔任軍隊將領，后周末年，官拜殿前都虞侯。趙匡胤成為皇帝之後，因有“翊戴之勋”，任命为殿前都指挥使。
建隆二年（961年）七月，趙匡胤聽趙普之建議，行杯酒釋兵權，解除了王審琦的兵權，出为忠正军节度使，镇寿春八年。开宝二年（969年）从征太原，次年改镇许州，留居京师。开宝六年（973年）与高怀德并加同中書門下平章事。七年（974年）八月，卒，年五十。
審琦為官操守清廉，去世后趙匡胤親至其住所哭靈，賜中書令，追封琅琊郡王，后又追赠为秦王，谥号正懿。有九子，王承衍、王承衎等，每人一座府院，人称“九院王氏”，“遂为京师甲族”。承衍娶宋太祖赵匡胤的长女昭庆公主。
据宋书，王审琦有关于喝酒的趣闻，他本不能饮酒，一日和宋太祖宴，太祖称与其布衣交，应共富贵，试饮之，王审琦饮十杯而无苦。后来和太祖一起喝，能喝，回到家中，就不能饮酒，强饮酒会生病。

## 家族
- 妻：曹氏，秦國太夫人
- 子：王承衍，终官护国军节度使、检校太尉、赠中书令、追封郑王
  - 孫：王世安，崇儀副使、閣門通事舍人
    - 曾孫：王克正，殿中丞

  - 孫：王世隆，终官六宅使、平州刺史、贈泰州防禦使、累贈尚書令
    - 曾孫：王克基，引進使、恩州刺史
    - 曾孫：王克緒，西染院副使、閣門通事舍人
    - 曾孫：王克忠，終官四方館使、新州刺史、贈引進使、果州團練使
    - 曾孫：王克明，終官昭州團練使
      - 玄孫：王誨，終官文思副使
        - 來孫女：王氏，適右武衛大將軍、慶州刺史趙世劬[2]

  - 孫：王世雄，內殿崇班
  - 孫：王世融，終官內園副使、贈太子太保
    - 曾孫：王克存，終官都官司郎中、累贈太子少傅、太子少师、太傅
      - 玄孫：王發，終官宣教郎、累贈太子少师、太子太保、太師
        - 來孫：王綯，終官左中奉大夫、資政殿大學士、提舉臨安府洞霄宮、清源郡開國侯、食邑一千一百戶、實封一百戶、赠左光祿大夫
          - 晜孙：王陔，右奉議郎
            - 仍孫：王晞高，右承務郎
            - 仍孫：王晞曾，右承務郎
            - 仍孫：王晞祖，未仕
            - 仍孫女：王氏
            - 仍孫女：王氏

    - 曾孫：王克臣，終官太中大夫、龍圖閣直學士
      - 玄孫：王師約，終官保平軍節度觀察留後，樞密都承旨，尚徐國公主、贈保靜軍節度使
        - 來孫：王殊，終官閬州觀察使、贈武泰軍節度使
        - 來孫：王殖，终官武当军承宣使、赠武当军节度使
        - 來孫：王殏，終官右武大夫、吉州刺史、東京提舉龍德宮，以盜御用寶器服用，勒停除名

      - 玄孫：王公約，宣德郎

    - 曾孫：王克述，左班殿直
- 子：王承衎，终官西上閤門使、永州刺史、左武卫大将军
  - 孙：王世京，閣門祗侯
  - 孫：王世文，終官左屯衛大將軍
    - 曾孫：王克善，終官西頭供奉官、贈成州團練使
      - 玄孫：王涇，右班殿直
      - 玄孫：王溥，右班殿直
      - 玄孫女：王氏，封永寧郡夫人、適寧遠軍節度使、鞏國公趙宗祐
      - 玄孫女：王氏，適虞城主簿趙彥
      - 玄孫女：王氏，封靖安郡君、適龔州防禦使趙仲憫
      - 玄孫女：王氏，累封潭國夫人、越國夫人，贈魏越國夫人、適成德軍荊南兩鎮節度使、太尉、開府儀同三司、荊王、贈太師兼尚書令、追封魏王趙頵
      - 來孫：王伯鸞
- 子：王承德，終官東上閣門使、會州刺史
  - 孫：王世厚，終官內殿崇班
    - 曾孫女：王氏，封壽昌縣君，適右武衛大將軍、柳州刺史趙叔頤
- 子：王承祐，如京使、贈左武衛大將軍
  - 孫：王世彥，朝散郎
    - 曾孫女：王氏，封仁和縣君，適右金吾衛大將軍、秀州防禦使趙仲惠
- 子：王承俊，內殿崇班
- 子：王承偓，閣門祗候
- 子：王承僎，內殿崇班
- 子：王承僅，以左神武將軍致仕
- 子：王承休，內殿承制、贈左金吾衛上將軍
  - 孫：王世範，左驍衛將軍
    - 曾孫：王克敦，內殿承制
      - 玄孫女：王氏，封安福縣君、適右監門衛大將軍、吉州刺史趙士戴
- 孫：王世延，贈太子太保
  - 曾孫：王克詢，終官西京左藏庫使，贈太師、追封慶國公
    - 玄孫：王藻，終官德州刺史、先贈彰化軍節度使、改贈彰信軍節度使、太師、追封榮國公
      - 來孫：王宗渙，右侍禁
      - 來孫：王宗沔，右侍禁
      - 來孫：王宗濋，終官忠州團練使
      - 來孫女：顯恭皇后

    - 玄孫女：王氏[3]，適賈偁，初封安康郡夫人、后封安定郡太夫人、進封永國太夫人、贈吳國太夫人
- 女：王氏，封瑯琊縣君
- 曾孫女：王氏，封和政郡君、適右金吾衛大將軍、保州防禦使、贈崇信軍節度使、追封房國公趙仲洽